# Rhinolophus simulator
Rhinolophus simulator är en fladdermusart som beskrevs av K. Andersen 1904. Rhinolophus simulator ingår i släktet Rhinolophus och familjen hästskonäsor. IUCN kategoriserar arten globalt som livskraftig. Inga underarter finns listade i Catalogue of Life. Wilson & Reeder (2005) skiljer mellan två underarter.

## Utseende
Denna fladdermus är med en absolut längd av 63 till 85 mm, inklusive en 19 till 29 mm lång svans och en vikt av 5 till 12g en medelstor hästskonäsa. Djuret har 42 till 49 mm långa underarmar, en vingspann av cirka 290 mm, bakfötter som är 7 till 10 mm långa och 18 till 23 mm stora öron. Förutom könsdelarna finns inga skillnader mellan hannar och honor. Beroende på population har den mjuka pälsen på ovansidan en mörkbrun, mellanbrun, grå med röda nyanser eller gulbrun färg. Pälsens hår är ljusa nära roten. Undersidan är tydlig ljusare till vitaktig. En orange färgvariant som berättades från östra Afrika behöver bekräftelse. Rhinolophus simulator saknar tofsar på axlarna. Hudflikarna på näsan har en hästskoformig grundform och ett trekantigt uppsats. Typisk är en mörk till svart flyghud. Artens tandformel är I 1/2, C 1/1, P 2/3, M 3/3, alltså 30 tänder i tanduppsättningen. Skillnader till andra släktmedlemmar i samma region består i underarmarnas längd och avvikelser i kraniets konstruktion.

## Utbredning och ekologi
Arten förekommer främst i östra Afrika från Etiopien till östra Sydafrika. Två avskilda populationer lever i Nigeria och Kamerun. Rhinolophus simulator vistas i fuktiga savanner, i buskskogar och i trädgrupper i andra landskap. Den behöver framförallt lämpliga grottor som viloplats. Där bildas kolonier som kan ha några hundra medlemmar. Arten lever i låglandet och i bergstrakter upp till 2300 meter över havet. Typiska växter i savannen tillhör släktet Brachystegia.
Denna fladdermus gör många sväng när den flyger. Grottorna delas med andra arter av samma släkte samt med Macronycteris vittatus och Miniopterus natalensis. Under kalla tider upptas ett stelt tillstånd (torpor). Arten jagar insekter som nattfjärilar, skalbaggar, flygande termiter och syrsor. Lätet som används för ekolokaliseringen är 24 till 34 millisekunder lång och den starkaste intensiteten uppnås vid 82 till 86 kHz. I Zimbabwe sker parningen i juni och efter 90 till 130 dagar dräktighet föds en unge. Kanske förvaras hannens sädesvätska i honans könstrakter innan äggen befruktas. Ungen får efter tre veckor flygförmåga. För andra regioner finns lite avvikelser i fortplantningstiden.

## Hot
Regionala bestånd hotas av störningar i grottorna. Hela populationen minskar men den är fortfarande stor. IUCN listar arten som livskraftig (LC).